# Storyteller (serie televisiva)
Storyteller (The Storyteller) è una serie televisiva britannica in 9 episodi trasmessi per la prima volta nel corso di una sola stagione nel 1988.
È una serie prodotta da Jim Henson del genere fantastico incentrata su vari racconti e leggende popolari europee, in particolare quelli considerati oscuri nella cultura occidentale, realizzati con una combinazione di attori e burattini. Un vecchio cantastorie (John Hurt), seduto davanti ad un camino, racconta le storie sia agli spettatori che al suo cane (un pupazzo realistico con la voce di Brian Henson nella versione originale). Nel 1991 Jim Henson produsse la serie I miti greci  (The Storyteller: Greek Myths) incentrata su racconti di miti dell'antica Grecia.

## Personaggi e interpreti
- The Storyteller (il cantastorie, 9 episodi, 1988), interpretato da John Hurt.
- Cane dello Storyteller (9 episodi, 1988), interpretato da Brian Henson (solo voce).
- Giant (3 episodi, 1988), interpretato da Frederick Warder.
- Badger (3 episodi, 1988), interpretato da David Greenaway.
- Badger (3 episodi, 1988), interpretato da Robert Tygner.
- Death (3 episodi, 1988), interpretato da Alistair Fullarton.
- Badger (3 episodi, 1988), interpretato da Mak Wilson.
- Moglie di Miller (2 episodi, 1988), interpretato da Diana Payan.
- Jailer (2 episodi, 1988), interpretato da Robin Summers.
- Lion (2 episodi, 1988), interpretato da Michael Kilgarriff.
- Devil (2 episodi, 1988), interpretato da Peter Marinker.

## Produzione
La serie, ideata da Jim Henson, fu prodotta da Henson Associates e TVS Television e girata negli Elstree Studios a Borehamwood in Inghilterra. Le musiche furono composte da Rachel Portman.

### Registi
Tra i registi della serie sono accreditati:
- Steve Barron in 3 episodi (1988)
- Jim Henson in 2 episodi (1988)

### Sceneggiatori
Tra gli sceneggiatori della serie sono accreditati:
- Anthony Minghella in 9 episodi (1988)
- Jim Henson in un episodio (1988)

## Distribuzione
La serie fu trasmessa nel Regno Unito dal 15 maggio 1988 al 10 luglio 1988 sulla rete televisiva HBO. In Italia è stata trasmessa con il titolo Storyteller.
Alcune delle uscite internazionali sono state:
- nel Regno Unito il 15 maggio 1988 (The Storyteller)
- nei Paesi Bassi il 2 marzo 1989 (Sprookjesverteller)
- in Giappone il 18 maggio 1989
- in Francia (Monstres et merveilles)
- in Spagna (El cuentacuentos)
- in Italia (Storyteller)

## Episodi
| Stagione       | Episodi | Prima TV UK |
| -------------- | ------- | ----------- |
| Prima stagione | 9       | 1988        |